# CA Argentino de Quilmes
CA Argentino de Quilmes is een Argentijnse voetbalclub uit Quilmes.
De club werd opgericht op 1 december 1899 door studenten van de Colegio Nacional de Buenos Aires als tegenreactie voor Quilmes Athletic Club, dat door Britten opgericht werd en geen Argentijnen in de rangen toeliet. In 1902 sloot de club zich aan bij de Argentijnse voetbalbond en in 1906 speelde de club voor het eerst in de hoogste klasse. De club speelde in het amateurtijdperk meer dan 20 jaar in de hoogste afdeling, maar na de invoering van het professionalisme speelde de club nog maar één seizoen in de hoogste klasse.

## Bekende (oud-)spelers
- Juan Botasso
- Gustavo Oberman